# Iwatsu Electric
Iwatsu Electric, Co., Ltd. (岩崎 通信 机 株式会社, Iwasaki Tsushinki Kabushiki gaisha) é um fabricante japonesa de eletrônicos fundada 14 de agosto de 1938, cujo foco principal é sobre os seguintes áreas de negócio:
- Sistemas de comunicação de negócios,

incluindo CTI e VoIP dispositivos de PABXs e os telefones do escritório digital.
- Equipamento de teste e medição,

variando de osciloscópios para vários sistemas de testes de rede.
- sistemas de reprografia,

inclusão sistemas de reprografia digital, com o qual a empresa alega ter a maior quota.
Inicialmente fundada como uma fabricante de telefone a Iwatsu tinha sido um fornecedor para as empresa Nippon Telegraph and Telephone. A empresa registou um crescimento e com isso ampliou a sua gama de seus produtos para equipamentos de rádio comunicação, osciloscópios, e em 1961, seu primeiro sistema de reprografia.